# Florence Eliza Allen
 Florence Eliza Allen  (* 4. Oktober 1876 in Horicon; † 31. Dezember 1960 in Madison) war eine US-amerikanische Mathematikerin, Hochschullehrerin und Frauenrechtlerin. 1907 promovierte sie als zweite Frau in Mathematik an der University of Wisconsin.

## Leben
Allen studierte Mathematik am College of Letters and Science an der Universität von Wisconsin und erhielt 1900 ihren Bachelor-Abschluss. 1901 erwarb sie den Masterabschluss und promovierte 1907 bei Linnaeus Wayland Dowling mit der Dissertation: The Cyclic Involutions of Third Order Determined by Nets of Curves of Deficiency 0, 1, and 2. Sie wurde bereits 1901 Assistentin in Mathematik an der University of Wisconsin und wurde 1945 Assistenzprofessorin. Als Studentin wurde sie Mitglied von Phi Beta Kappa und als Doktorandin Mitglied der weiblichen Studentenverbindung Delta Delta Delta. Sie war Präsidentin einer Gesellschaft für bildende Kunst und Literatur für Frauen.

## Mitgliedschaften
- Mathematical Association of America
- American Mathematical Society
- Phi Beta Kappa

## Veröffentlichungen (Auswahl)
- The cyclic involutions of third order determined by nets of curves of deficiency 0, 1, and 2. In: The Quarterly Journal of Pure and Applied Mathematics. Band 45, 1914, S. 258–288.
- A certain class of transcendental curves. In: Rendiconti del Circolo Matematico di Palermo. Band 39, 1915, S. 149–152, doi:10.1007/BF03015977.
- Closure of the Tangential Process on the Rational Plane Cubic. In: American Journal of Mathematics. Band 49, Nr. 3, S. 456–461, JSTOR:2370676.
- Unbezeichnet: Linnaeus Wayland Dowling. (Nachruf). In: The American Mathematical Monthly. Band 35, Nr. 8, 1928, S. 448, JSTOR:2299784.